# Trapusa et Bhallika
Trapuṣa et Bhallika (en sanskrit; Pali : Tapussa ; Bhallika  — chinois : Tiwei ; Boli — coréen : Shewi ; P'ari — japonais : Daii; Hari — tibétain : Ga gon ; Bzang pa) sont traditionnellement considérés comme les premiers disciples laïques (upâsaka) du Bouddha. Leur histoire raconte comment ces deux marchands offrent au Bouddha de la nourriture, qui mettent ainsi fin au jeûne de sept (ou huit) semaines qui suit son éveil, et comment ils reçoivent en échange son premier enseignement ainsi que huit de ses cheveux, qu'ils sont chargés d'enfouir dans des stupas.
L'histoire de Trapusa et Bhallika raconte qu'ils offrent au Bouddha son premier repas après son éveil, puis prennent refuge dans le Bouddha et le Dharma (la Sangha, le troisième Trésor, n'existait pas encore) et deviennent les premiers disciples du Bouddha. Selon le Canon pali, il s'agissait de marchands caravaniers originaire de Puṣkalāvatī (pali : Pokkharavatī), dans la région d'Ukkalapada (actuel Orissa ?), en route pour Uttarapatha (en). Cependant, la plupart des textes bouddhistes anciens déclarent qu'ils venaient d'Orissa ou de Birmanie. Selon Xuanzang (chinois : 玄奘), le célèbre pèlerin et traducteur du VIIe siècle, le bouddhisme a été introduit en Asie centrale par Trapusa et Bhallika.
Ce récit, qui apparaît dans la section Vinaya[Où ?] du Tripiṭaka met en scène plusieurs thèmes importants nouveaux dans la vie du Bouddha : le premier enseignement (sanskrit : dharma) du Bouddha, la prise de refuge des premiers disciples laïcs dans le Bouddha et le Dharma (la Sangha n'existait pas encore), les reliques et le stupa, le « bol pour mendier » (sanskrit : pâtra). D'autre part, l'histoire est liée à l'édification de stupa à travers le monde bouddhiste, monuments qui, pour les populations locales, ont souvent annoncé l'expansion du bouddhisme dans leur pays ou leur région.

## Cadre général

### L'histoire

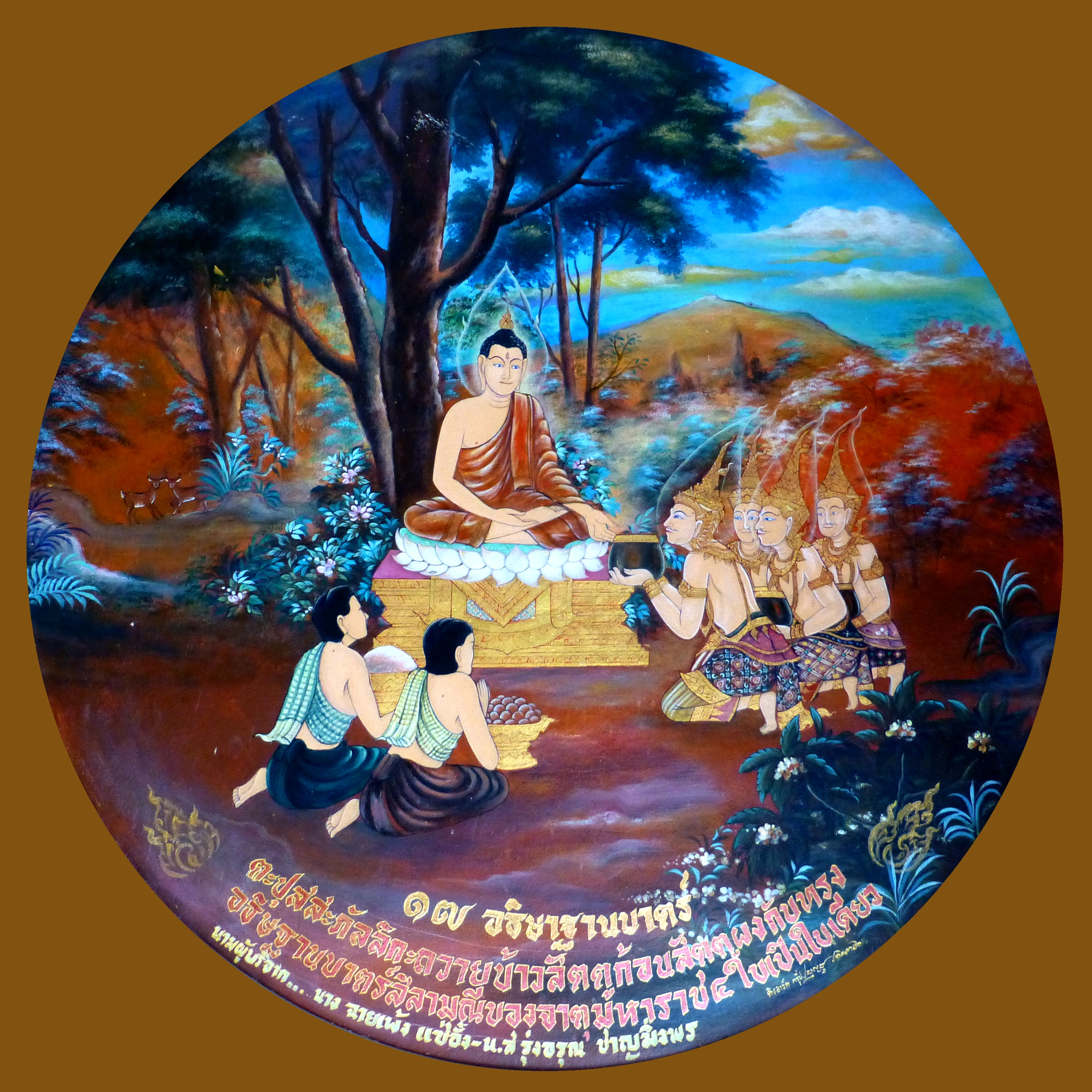
À gauche, Trapusa et Bhallika présentent de la nourriture au Bouddha ; à droite, les quatre divinités célestes lui offrent chacune un bol. Peinture, Wat Traiphop Traimongkhon Chedi. Hat Yai, Thaïlande.

L'histoire a été déclinée en différentes versions, qui s'organisent autour de ce noyau: après son éveil, le Bouddha jeûna durant sept semaines, près de l'arbre sous lequel s'était éveillé dans les environs de Bodhgaya, après quoi, la huitième semaine, il s'installe sous un arbre appelé Râjâyatana (en). C'est à cette période qu'arrivent deux marchands, Trapusa et Bhallika, avec une caravane de cinq cents chariots. Une divinité de l'endroit, qui avait été leur mère dans une précédente vie, leur enjoint de s'arrêter et d'offrir de la nourriture au Bouddha, ce qui constituait le premier repas que le Bouddha recevait et prenait depuis le dernier bol de lait de riz qu'il avait reçu de Sujata (en).
Cependant, le Bouddha avait jeté le bol dans lequel Sujata l'avait servi, et il lui en fallait donc un nouveau pour recevoir la nourriture des deux marchands. C'est ici que s'insère dans la légende le récit des quatre divinités célestes qui lui amenèrent chacune un bol  que le Bouddha réunit en un seul. Après quoi, il put manger le riz que Trapusa et son frère lui offriraient, et échange de cette offrande, il leur donna un bref enseignement. Les deux frères prirent alors le « double refuge » dans le Bouddha et le dharma, devenant ainsi ses premiers disciples laïques.
Avant de partir, ils demandèrent au Bouddha quelque chose qui leur rappellerait le Seigneur et qu'ils pourraient vénérer même en son absence. Le Bouddha secoua alors sa tête avec ses mains et en détacha huit cheveux qu'il leur remit. Trapusa et Bhallika fabriquèrent des coffrets en or qu'ils enchâssèrent dans un stupa, à la porte de la ville.

### Thèmes principaux

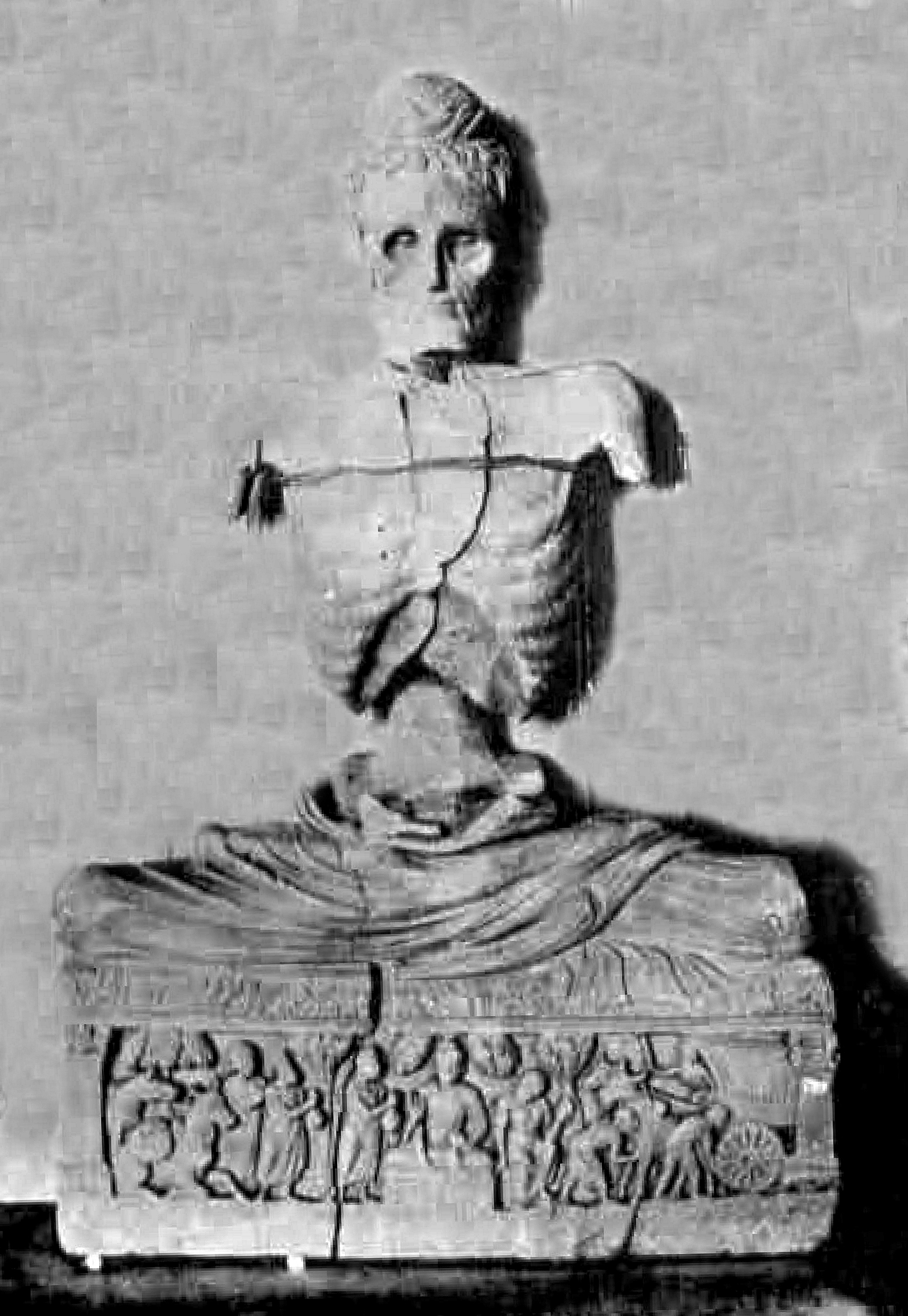
Bouddha jeûnant (Takht-i-Bahi, ap. J.-C., Pakistan. Photo 1908). Sur le piédestal, la caravane de Trapussa et Bhallika passe près du lieu où le Bouddha jeûne. Soudain, les bœufs du chariot de tête refusent d’avancer, les roues se bloquent... Une divinité (à gauche) dit aux marchands de nourrir le Bouddha. À droite du Bouddha, son protecteur, Vajrapâni.

Outre le thème des premiers disciples laïcs du Bouddha, l'histoire de Trapusa et Bhallika s'inscrit dans le cadre de la question des reliques du bouddhisme — avec les cheveux — ainsi que celle du stupa — le reliquaire destiné à les recevoir ; l'histoire est aussi liée à celle de la mendicité, une des pratiques fondamentales des moines: on y raconte en effet comment le Bouddha s'est vu remettre quatre bols, chacun offert par un dieu, afin de pouvoir recevoir la nourriture que les marchands lui offraient (le bol et le kesa étant deux des huit objets que reçoivent les futurs moines et nonnes au moment de leur ordination et qu'ils peuvent posséder),,.
Ce récit est donc d'abord important parce que le Bouddha remet aux deux marchands des cheveux, qui deviendront des reliques (sanskrit : Sharira) conservées dans des stupas expressément construits à cet effet — et différents lieux revendiqueront la présence authentique de ces reliques. D'autre part, la chevelure est une des trente-deux caractéristiques physiques du Bouddha, et à ce titre, les cheveux comptent parmi les plus importantes reliques corporelles du Bouddha ; ils sont souvent associées à des ongles, si bien qu'on aura des « stupas de cheveux et d'ongles », très répandus en Asie où, semble-t-il, ils facilitèrent la vénération du Bouddha dans des endroits qui n'étaient pas particulièrement propices à cela. Une tradition d'Asie du Sud-Est mentionne d'ailleurs pas moins 800 000 poils et 900 000 cheveux du Bouddha qui auraient été distribués par les dieux « à travers cet univers qui est le nôtre ».

### Importance de la légende
L'histoire de Trapusa et Bhallika les présente ainsi comme introduisant certaines des pratiques qui caractériseront le mode de vie des laïcs : ils offrent des biens matériels (ici, de la nourriture) aux moines (ici, le Bouddha en personne) et ils vénèrent des reliques (dans ce cas, des cheveux du Bouddha), ce qui sera une pratique centrale du bouddhisme. En outre, ils sont les premiers à embrasser le bouddhisme (avant les premiers moines), tout en restant laïcs, donc, sans pratiquer l'ordination. Cependant, cette manifestation de foi n'est pas fortuite, car elle s'inscrit dans le temps long de l'univers bouddhiste : dans certaines versions, non seulement le dieu qui leur suggère de nourrir le Bouddha a été leur mère dans une vie antérieure, mais en plus c'est un acte que, sans le savoir, ils ont voulu accomplir voici des éons, à l'époque de Padumuttara, le treizième Bouddha du passé.
John S. Strong résume ainsi les nouveautés que présente dans l'histoire du bouddhisme le récit de Trapusa et Bhallika :

« Nous avons donc ici une tradition importante qui rassemble plusieurs "premières" : premiers disciples laïcs du Bouddha prenant refuge en lui et en ses enseignements ; première offrande de nourriture méritoire au Bouddha après son éveil; premier bol de moine bouddhiste ; premiers mots du dharma donnés par le Béni ; premières reliques de Gautama après qu'il eut atteint la bouddhéité ; et premier stupa du Bouddha ici sur terre. »

## La légende en Asie

### Bactriane: «l'invention» du stupa

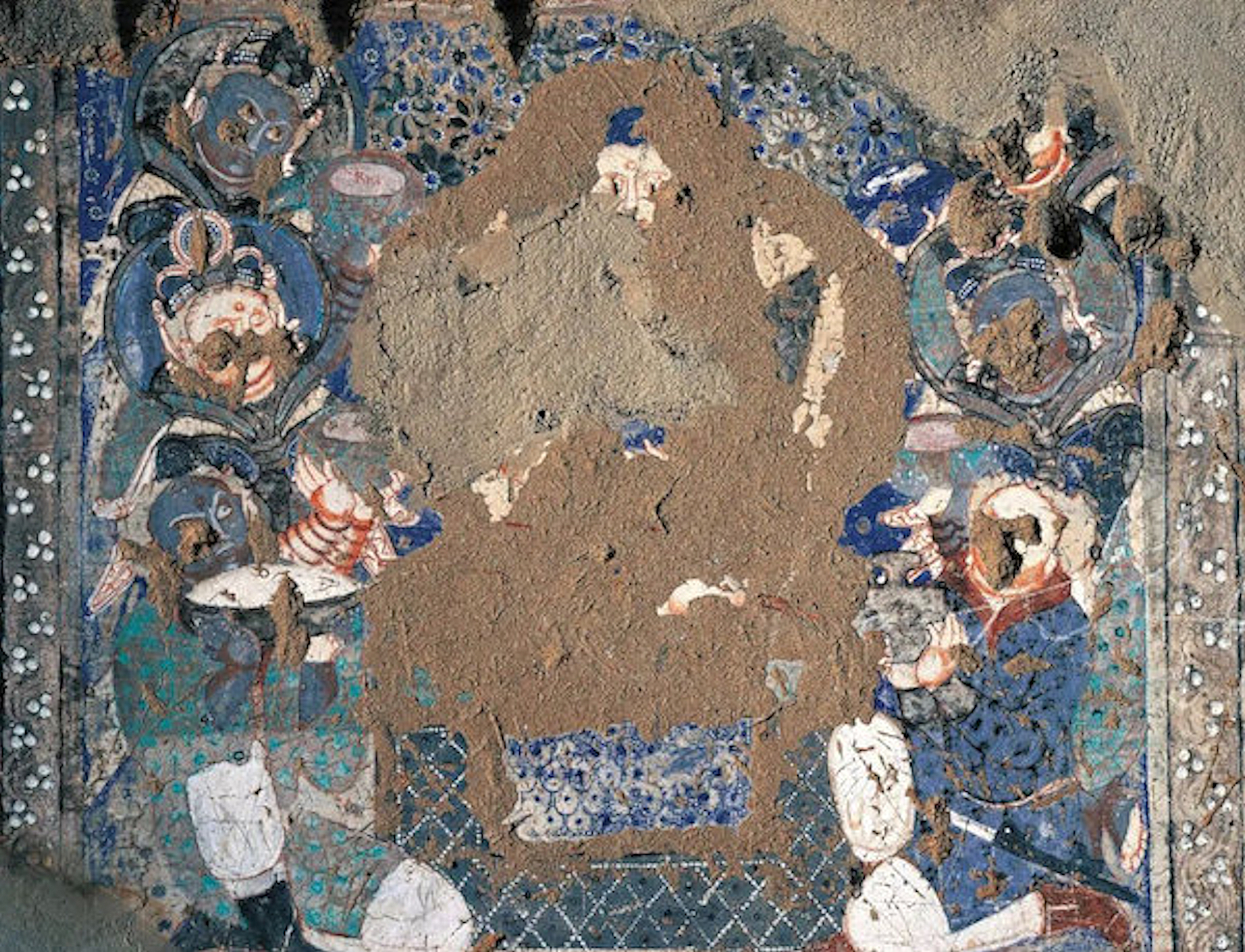
Trapusa et Bhallika faisant leur offrande au Bouddha.Grottes de Kizil, Grotte n° 110, ap. J.-C. Xinjiang.

Selon le récit que Xuanzang (600-664) a laissé dans son Journal de voyage, Trapusa et Bhallika (qui venaient selon lui chacun d'une ville portant leur nom respectif, toutes deux situées dans le royaume de Bactriane, à environ 45 li de Bactres, actuelle Balkh) offrirent au Bouddha des céréales et du miel. Celui-ci leur enseigna alors les cinq préceptes et les dix bonnes actions (que l'on trouve dans la Śīla), un enseignement qu'ils furent les premiers à entendre. Ils demandèrent alors au Bouddha de leur remettre quelque chose qui leur permettrait de se souvenir de lui et de l'honorer en son absence. Celui-ci leur donna alors des cheveux et des ongles comme reliques, et ils l'interrogèrent sur la manière de les vénérer. Le Bouddha plia ses trois robes en carré, les disposa sur le sol en les empilant l'une sur l'autre, puis les recouvrit de son bol posé à l'envers, au sommet duquel il dressa son bâton, afin de donner à l'ensemble la forme d'un stupa.
Trapusa et Bhallika retournèrent dans leur ville respective, où chacun éleva un stupa selon les instructions qu'ils avaient reçues. Ce fut là, précise Xuanzang, le prototype des stupas bâtis par les bouddhistes selon les enseignements du Bouddha,.

### Myanmar et la Shwedagon
La version la plus connue de l'histoire de Trapusa et Bhallika est celle venant de la tradition de l'Asie du Sud-Est, selon laquelle les deux frères étaient des marchands Mon venant d'Ukkalâ, en Basse-Birmanie, qui s'appelaient Tapu (« colombe ») et Tabaw (« abondant ») et qui ramenèrent dans leur pays les cheveux-reliques du Bouddha pour les enchâsser dans la pagode Shwedagon à Yangon, un des plus beaux monuments de l'architecture bouddhique. Cette version apparaît assez tard, sans doute pas avant le XVe siècle, tout en donnant une réinterprétation locale de certains éléments présents dans des textes palis plus anciens.
Le début de l'histoire reprend le cadre général des récits palis et sanskrits — dont le Buddhavaṃsa (en): les deux marchands embarquent pour se rendre en Inde vendre leurs marchandises. Arrivés à bon port, ils chargent leurs biens dans une caravane de cinq cent chariots. Bientôt un nat (« esprit ») qui leur explique que le Bouddha s'est récemment éveillé, qu'il est assis au pied d'un arbre, et qu'une visite pour lui rendre hommage ne pourrait qu'augmenter leurs mérites. Ils vont donc lui offrir des gâteaux de riz (et se greffe ici l'histoire des quatre bols, apportés par les nats des quatre directions).

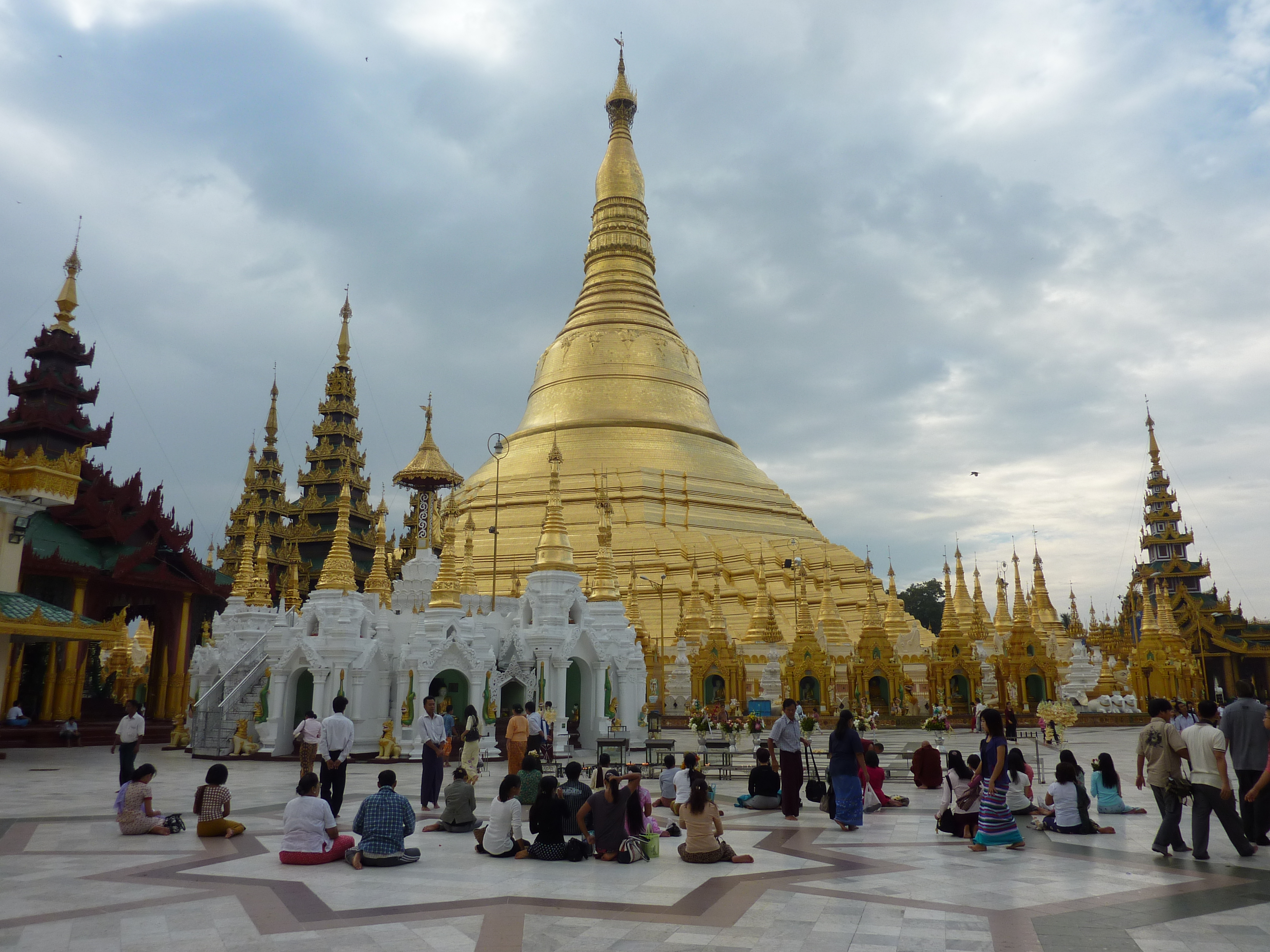
Stupa principal du site de Shwedagon.

Dans la discussion qui suit, quand le Bouddha apprend qu'ils viennent de la Basse-Birmanie, il leur parle d'une colline d'Ukkalâ appelée Singuttara, où s'élève aujourd'hui la pagode Shwedagon. Ce lieu est particulièrement honoré par les bouddhistes parce que l'endroit a vu passer trois bouddhas du passé (Kakusandha (en), Koṇagamana (en) et Kashyapa) qui ont chacun laissé là une relique à ensevelir : un pot à eau pour le premier, le bâton du deuxième et un vêtement pour le troisième. Gautama Bouddha dit alors aux deux frères qu'il est prévu que quelques uns de ses cheveux soient enchâssés en ce même lieu, et leur donnant huit cheveux, il les charge de cette tâche. On voit donc que, dans cette version, Trapusa et Bhallika ne demandent pas de cheveux mais qu'ils leur sont remis. Dès lors, ils abandonnent leur projet commercial et retournent en Birmanie, emmenant les cheveux dans une châsse en émeraude. Les versions birmanes racontent que les dieux facilitent alors leur retour et leur donnent un navire à la hauteur de leur mission, ce qui n'empêchera qu'ils connaissent un certain nombre de péripéties au cours desquelles ils devront laisser deux cheveux à un roi au cours d'une escale, et se verront voler deux par un nâga.
Pourtant, arrivés chez eux, ils remettent la châsse au roi Ukkalapa, en lui expliquant qu'elle contient huit cheveux du Bouddha et qu'il faut l'enchâsser au mont Singuttara. Cependant, ils préfèrent ensuite avouer qu'il n'y a plus que quatre cheveux, ce qui rend le roi furieux. Les deux frères lui disent alors: « S'il est vrai que le Bouddha omniscient nous a permis d'enchâsser les huit cheveux sur le mont Singuttara, puissent les quatre cheveux manquants revenir afin que nous ayons tous les huit cheveux. » Et le miracle se produit : en ouvrant la châsse, les huit cheveux sont là.
Il leur restait cependant à localiser précisément la colline Singuttara. Après différentes péripéties, dans lesquelles ils sont aidés par des nats, et où le « tronc placé en travers » (dagon) d'un arbre leur sera d'une grande aide, ils trouvent l'endroit dont le Bouddha leur a parlé et où sont enterrées les reliques des trois précédents bouddhas. Et c'est là que s'élève aujourd'hui la pagode Shwedagon.

### Sri Lanka et le premier stupa au monde

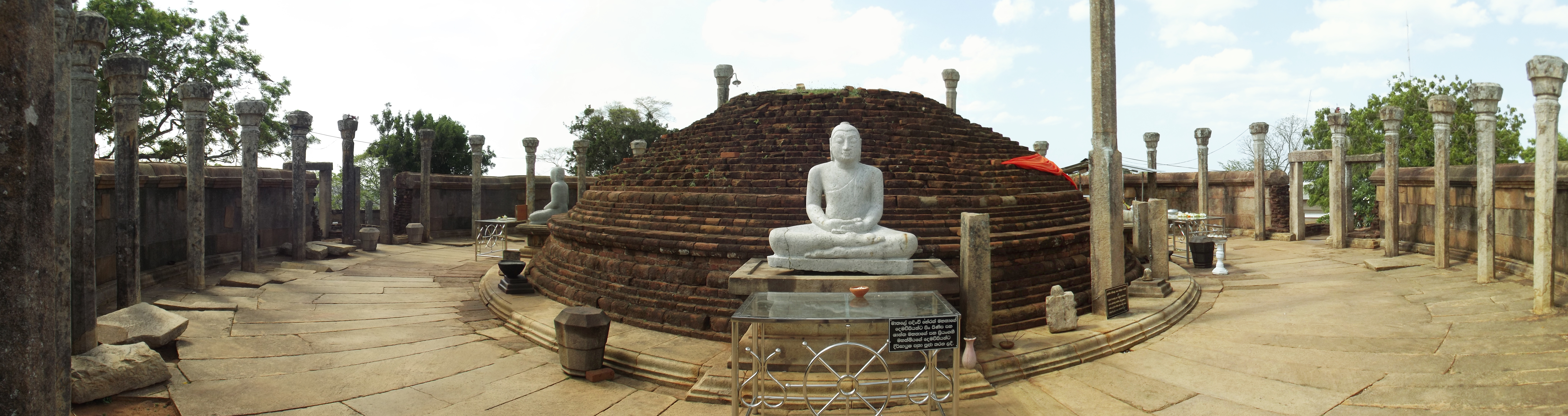
Le stupa de Girihandu Seya.

Au Sri Lanka, on trouve plusieurs traditions, et elles présentent plusieurs variantes. Dans l'une d'elle datant du VIIIe siècle et reprise dans le Pûjâvaliya (« la guirlande d'offrandes »), un recueil d'histoires écrit au XIIIe siècle, on affirme que Trapusa Bhallika se sont rendus au Sri Lanka, où ils ont apporté un reliquaire précieux contenant les cheveux du Bouddha. Arrivés à un endroit appelé Girihandu (aujourd'hui Girihandu Seya (en)), ils le déposent sur un rocher, le temps de prendre leur repas. Mais au moment de partir, ils sont bien obligés de constater qu'ils ne peuvent plus bouger le coffret. Ils en concluent que c'est là une signe qui leur est donné sur l'endroit où bâtir le stupa,. C'est à Girihandu Seya — situé près de Thiriyai (en), district de Trinquemalay — que fut érigé, selon les Sri Lankais, le premier stupa de leur pays, et même pour certains d'entre eux, le premier au monde. Le site a été restauré au début des années 2010.
Une autre version sri lankaise ajoute des éléments provenant de la version birmane, comme par exemple la disparition d'une partie des cheveux durant le voyage des deux marchands.  

### Un sutra chinois apocryphe
En Chine, on trouve un sutra apocryphe intitulé Tiwei [Boli] jing (提 謂 波 利 經 ; le « Livre de Trapusa et Bhallika »), composé vers 460 de notre ère, qui vante la valeur de la  pratique des laïcs. Le texte a disparu, mais il est souvent cité dans les anciens ouvrages, et on a pu largement le reconstituer. Le sutra s'étend longuement sur le premier enseignement donné par le Bouddha durant la discussion qu'il a eue avec les deux marchands. Il développe en particulier la pratique des Cinq préceptes et celle du don (dâna), mais en s'appuyant largement sur un certain nombre nombre de concepts propres à la Chine, comme le yin et yang, le Yiking, la divination ou encore l'idée — propre au taoïsme — de « nourrir la vie ».
Le sutra fut très apprécié par les gens du peuple car il présentait la discipline de façon claire et accessible. Il fut aussi commenté par un pratiquant laïc, Liu Qiu (m. en 495) qui vit dans ce sutra la base d'un classement des écritures bouddhiques sur la base de la distinction entre éveil subit et éveil graduel. Selon ce commentaire, le Bouddha aurait commencé par des enseignements tellement complexes et mystérieux qu'ils étaient incompréhensibles pour ses auditeurs. Il aurait alors commencé à prêcher de manière plus simple, en augmentant progressivement la complexité de ses propos en fonction de la progression de son public, exposant les éléments les plus difficiles seulement à ceux qui étaient capables de les comprendre.

### Galerie

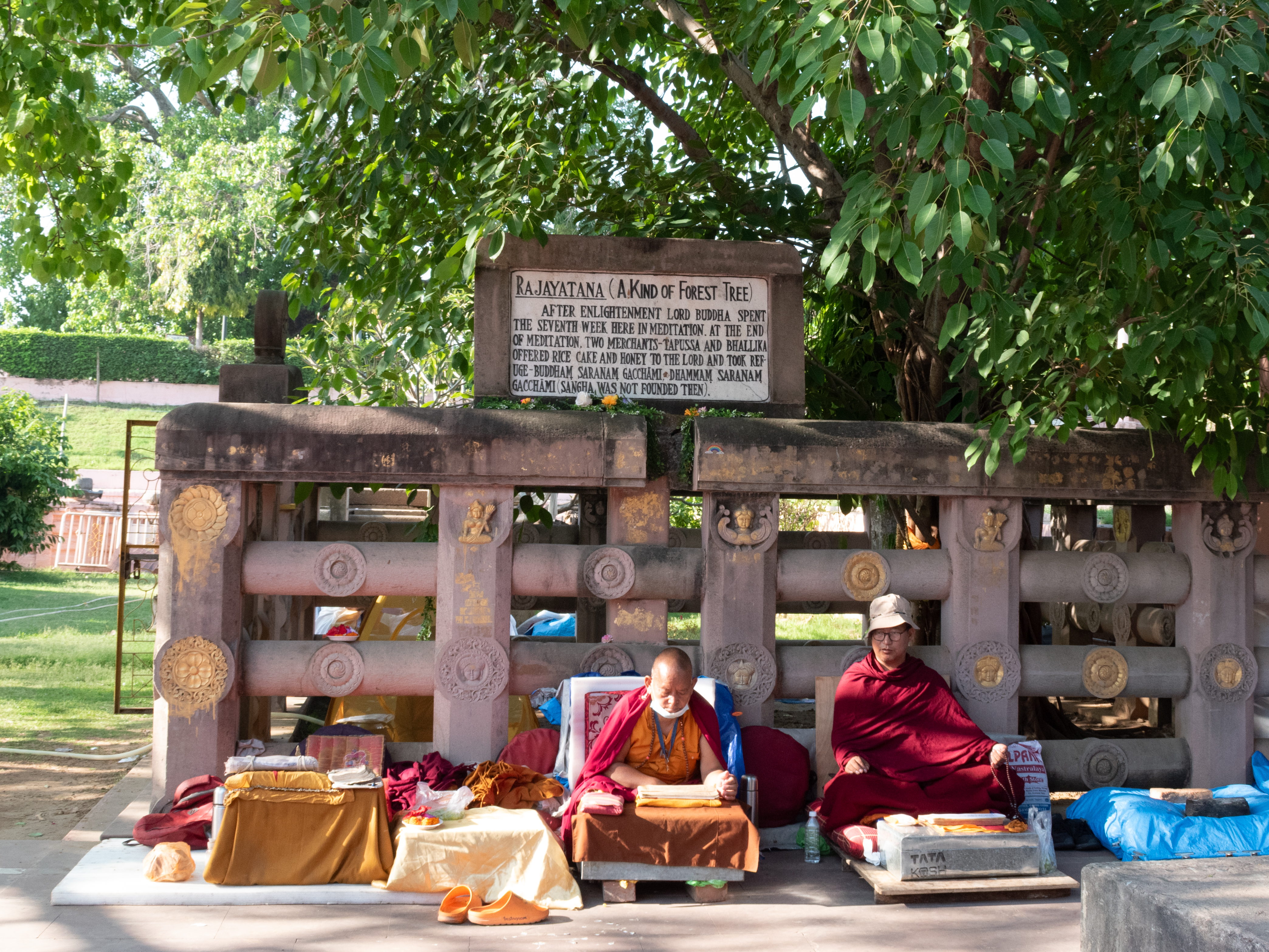
Panneau indiquant l'endroit où Trapusa et Bhallika ont fait leur offrande au Bouddha. Temple de la Mahabodhi, Bhodgaya.
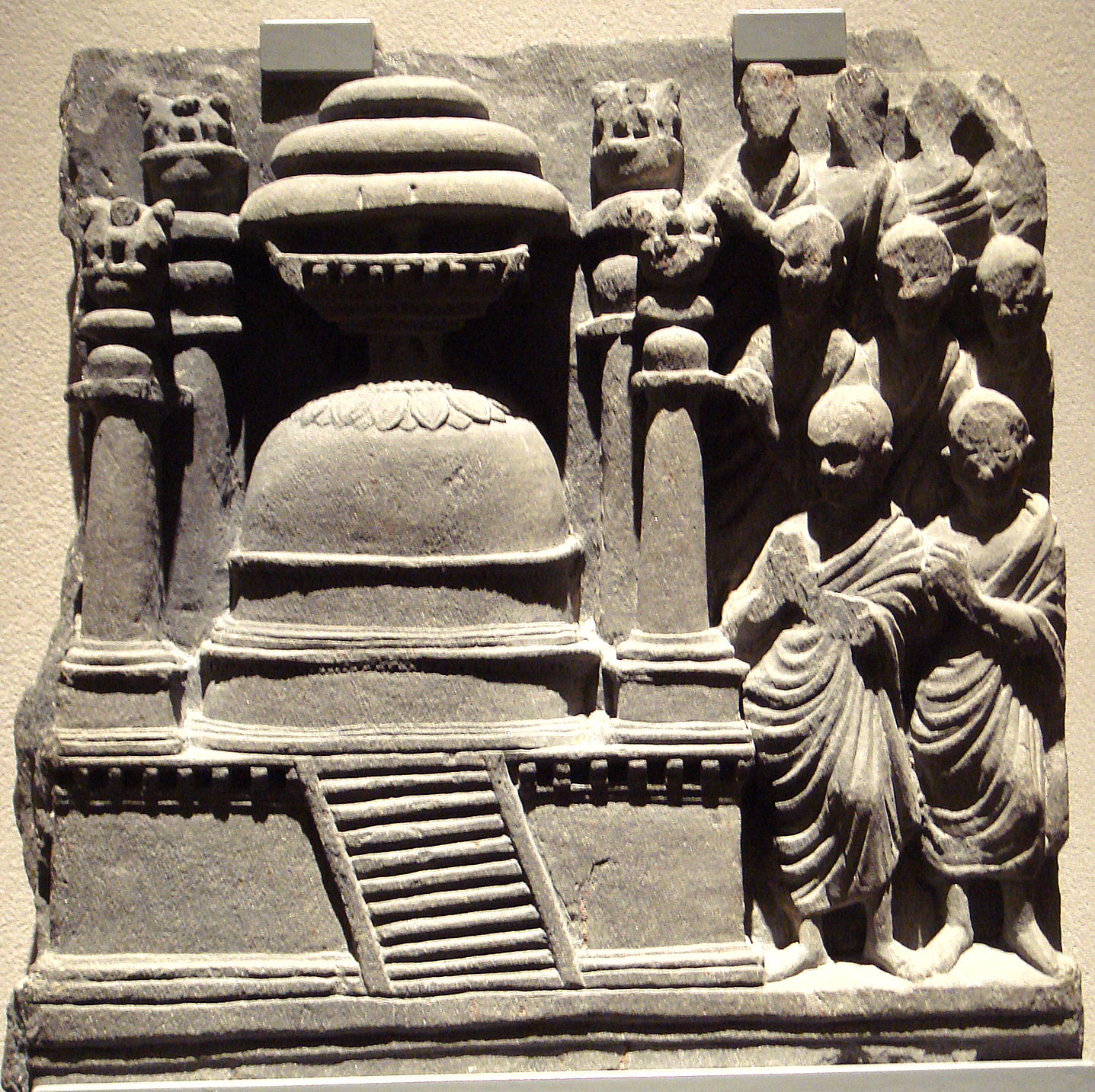
Moines vénérant un stupa encadré par quatre colonnes. Gandhara, IIe siècle ap. J.-C.
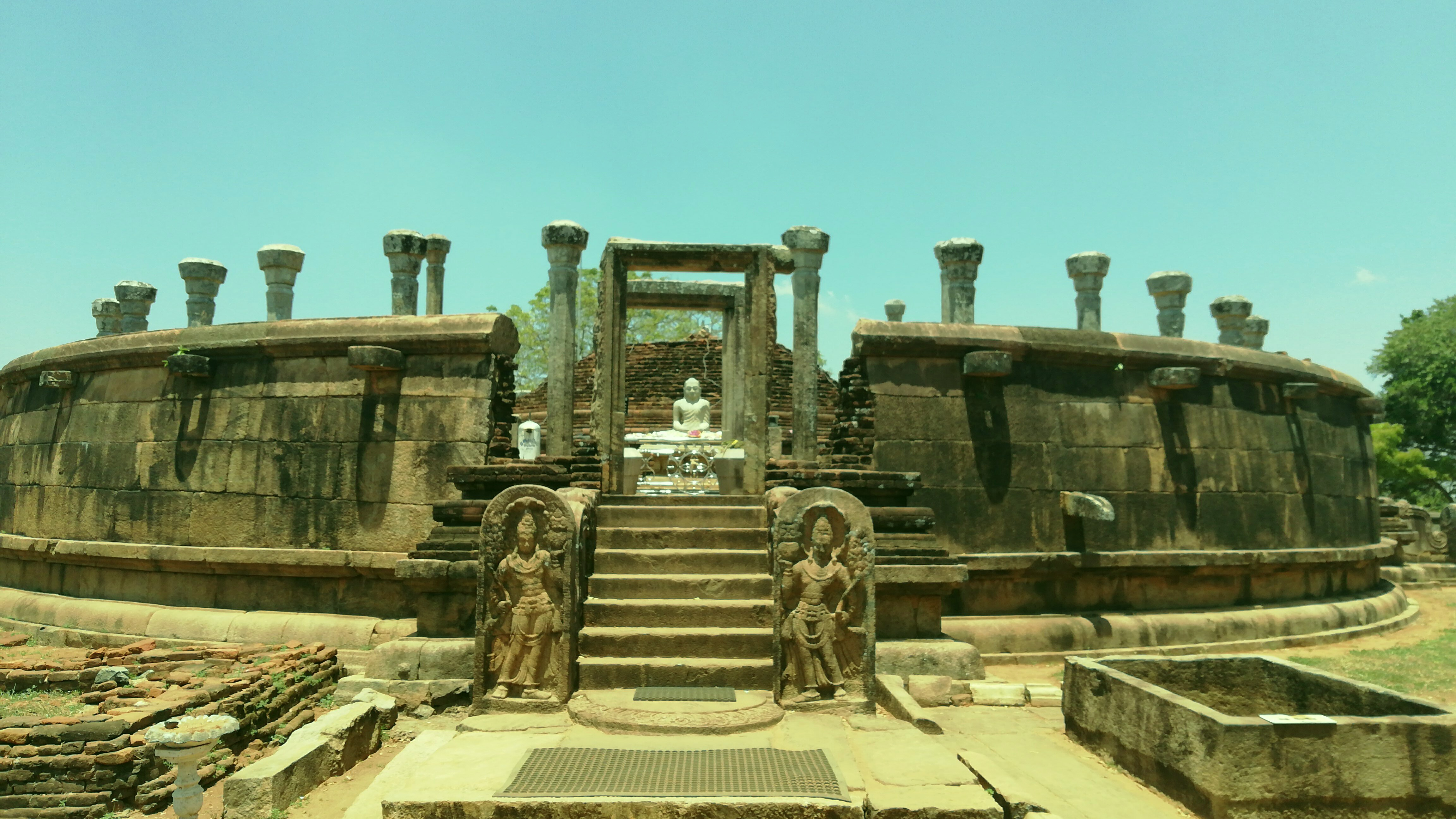
Le stupa « Girihandu seya ». Thiriyai (en), district de Trinquemalay, Sri Lanka.
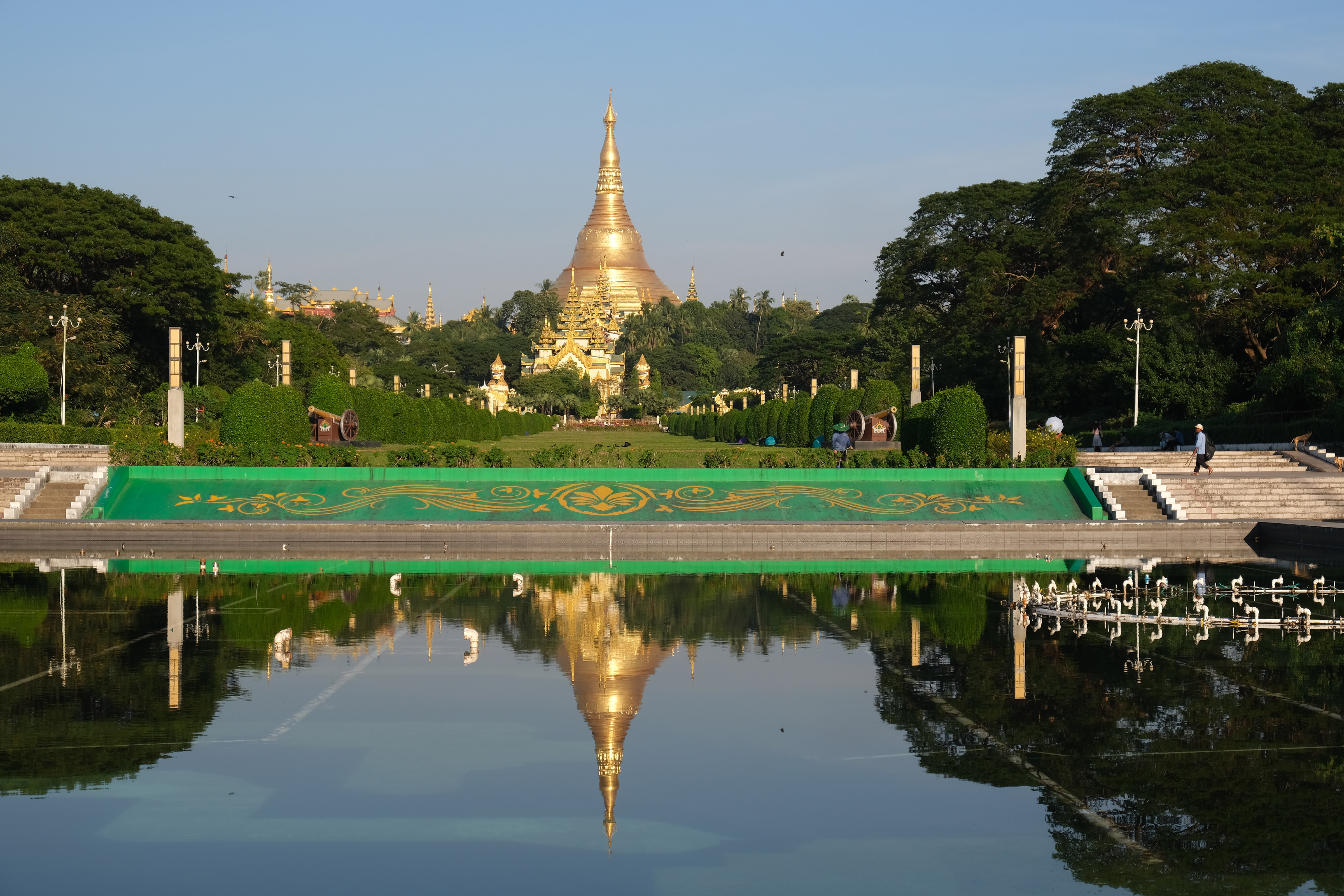
La pagode Shwedagon à Rangoon.